# Martí Riverola
Martí Riverola Bataller, né le 26 janvier 1991 à Barcelone (Espagne), est un footballeur espagnol qui joue au FC Andorra au poste de milieu de terrain.

## Biographie
Martí Riverola est un pur produit de La Masia, le centre de formation du FC Barcelone. Il rejoint le Barça à l'âge de six ans et passe par toutes les équipes de jeunes du club blaugrana. 
Il est capitaine de l'équipe junior qui remporte le championnat d'Espagne en 2009.
Lors de la saison 2009-2010, l'entraîneur Luis Enrique le fait débuter avec le FC Barcelone B. L'équipe parvient à monter en Deuxième division.
En juillet 2010, Riverola est appelé par Pep Guardiola pour effectuer le stage de pré-saison avec l'équipe première du FC Barcelone.
En janvier 2011, il est prêté pendant six mois au club néerlandais de Vitesse Arnhem entraîné par l'ancien joueur du Barça Albert Ferrer.
Lors de l'été 2011, Riverola participe pour la deuxième fois au stage de pré-saison de l'équipe première du Barça. Il débute en match officiel le 6 décembre 2011 lors du match de Ligue des champions face au BATE Borisov.
Le 7 juin 2012, il est recruté par le club de Bologne FC qui joue en Serie A.
Le 20 janvier 2013, Riverola débute comme titulaire avec Bologne face à l'AC Milan lors de la 21e journée de championnat.
Le 26 août 2013, Riverola est recruté par le RCD Majorque qui joue en D2 espagnole.

## Équipe d'Espagne
Martí Riverola a joué avec l'équipe d'Espagne des moins de 19 ans[réf. nécessaire].